# هوانغ تشي
هوانغ تشي (بالصينية: 黄志毅) هو لاعب كرة قدم صيني في مركز الدفاع، ولد في 3 فبراير 1981 في غوانزو في الصين. لعب مع نادي غوانزو.